# 雅姿
雅姿（Artistry）是安利旗下的一个护肤和化妆品品牌，总部位于美國密歇根州艾達鎮區。

## 歷史
纽崔莱创始人卡尔·隆博格 (Carl Rehnborg) 的妻子伊迪丝·隆博格 (Edith Rehnborg) 于1958年创立了伊迪丝·隆博化妆品公司 (Edith Rehnborg Cosmetics)，后来該企業更名为雅姿（Artistry）。  1972年，纽崔莱与安利合并，此後雅姿品牌由安利控股。 
雅姿产品由位于加州的紐崔萊工廠生产，1995年，安利在中国工厂也開始生产雅姿产品。 
在2000年代，雅姿在安利中国的业务中仅次于纽崔莱，雅姿80%的销售额均来自亚洲市场。